# Mladen Brkić
Mladen Brkić (in serbo Младен Бркић?; Zaječar, 30 ottobre 1980) è un ex calciatore serbo, di ruolo attaccante.

## Palmarès

### Club

#### Competizioni nazionali
- Campionato albanese: 1

Skënderbeu: 2010-2011